# Spilamberto
Spilamberto é uma comuna italiana da região da Emília-Romanha, província de Modena, com cerca de 10.966 habitantes. Estende-se por uma área de 29 km², tendo uma densidade populacional de 378 hab/km². Faz fronteira com Castelnuovo Rangone, Castelvetro di Modena, Modena, San Cesario sul Panaro, Savignano sul Panaro, Vignola.

## Demografia
| Variação demográfica do município entre 1861 e 2011                               |
|                                                                                   |
| Fonte: Istituto Nazionale di Statistica (ISTAT) - Elaboração gráfica da Wikipedia |